# Kościół Matki Bożej Rokitniańskiej w Drzecinie
Kościół pw. Matki Bożej Rokitniańskiej w Drzecinie – rzymskokatolicki kościół filialny w Drzecinie, w powiecie słubickim, w województwie lubuskim. Należy do dekanatu Rzepin w diecezji zielonogórsko-gorzowskiej.